# 裂瓣小芹
裂瓣小芹（学名：Sinocarum schizopetalum）是伞形科小芹属的植物，为中国的特有植物。分布在中国大陆的云南等地，生长于海拔2,400米至4,000米的地区，见于山坡阴湿处，目前尚未由人工引种栽培。